# 宏船法師
宏船法師（英語：Hong Choon；1907年－1990年），法号释宏船，又称宏船老和尚，是新加坡佛教總會的第二任會長，也是新加坡光明山普覺禪寺的第二任住持。他也曾短暂担任马来西亚槟城妙香林寺的第二任住持，亦是新加坡宗教联谊会的发起人。

## 早年生活
宏船法師俗姓朱，名成基，1907年出生於中國福建省晋江县池店乡霞福村，受教于私塾并在新店村姥姥家学习古典文学。母亲李旺娘于其9岁时不幸逝世。1923年，16歲的他在承天寺随会泉法师出家，並獲得法號「宏船」。作为会泉法师侍者的宏船在1927年先后应请住锡于石井慧月精舍和南安碧云寺，1932年又随会泉法师重回厦门虎溪岩与普陀寺，他在厦门擢升为“监院”。在中日戰爭期間，宏船以出家人的名义加入抗日救护军。1930年末，宏船同会泉法师逃離中國南方，前往新加坡避難，首次于光明山普覺禪寺短暂逗留。他之后与会泉法师辗转缅甸仰光和印度尼西亚棉兰，然后安顿在槟城妙香林寺（英語：Beow Hiang Lim Temple），又在师父圆寂后短暂担任妙香林寺住持。宏船过后回到新加坡入驻光明山普覺禪寺，普覺禪寺的创建者转道和尚在1947年将普覺禪寺转继宏船。

## 事業
宏船法師於1947年成為光明山普覺禪寺的住持，領導寺院並參與社會與佛教活動超過四十年，致力於在新加坡弘揚佛教。在其領導下，該寺由兩座殿堂發展為總面積達十個足球場大小的僧團設施，成為新加坡最大的佛教道場。他亦創立了每月的《大悲法會》，並於任內積極弘法。1949年，宏船法師发起创建新加坡宗教联谊会。1966年，宏船法師着手创办普觉寺第一届国际性大型水陆道场律仪法会，吸引台、港、菲、越、泰、马、印各地高僧以及数万人参会。法会筹得款项被用于成立“佛教施诊所”，由宏船法师担任诊所主席。1980年，宏船法師创建了收留贫困病弱老人的“光明山修身院”。
宏船亦曾擔任新加坡佛教總會會長，並被推舉為新加坡及東南亞地區數間佛教寺院的名譽住持。1987年，泰王普密蓬（拉瑪九世）頒授其「Phra Ajancin Bodhi Sangvara Sinhanakorn Kanachan（泰語：、中文：华僧大尊长）」最高僧侶榮譽稱號，成为新加坡第一位获此钦封的僧人。

### 研修風水
宏船法師同時也是當代著名的風水大師之一。1950年代，宏船亦師從顏賓大師學習无常派玄空風水，其著名作品包括乌节路的君悦酒店。據稱君悦酒店在1970年代初建成時風水不佳，營運狀況不理想。宏船法師建議將酒店正門旋轉至與道路呈45度角，並於門前設置水體，以形成「山水合局」的格局，象徵財運亨通。為保長遠風水，法師在酒店後方埋下一塊磚。
據傳，新加坡河口被視為「龍門」之所在，而位於該處的舊郵政總局建築（今富麗敦大廈）則被認為象徵傳說中的「龍門」格局。河口地形被描述為「鯉魚跳龍門」的格局，據信此為新加坡人重視學業、志向遠大的原因之一。傳言亦稱，為了增進國運及吸引遊客，新加坡政府於1972年在河口豎立了魚尾獅雕像，而安置儀式由宏船法師主持。
1983年9月24日，宏船法師到新加坡晉江會館勘察風水時，建議會館成員與執監委員多經由後門進出，認為此舉可帶來「後運」。法師作為風水權威，其建議受到高度重視，會館遂在後門加建小蓮蓬，方便成員使用，並形成長期習慣。據傳，此後近七年間，該會館成員在事業上多有成就，名利雙收者眾。此建議所指的「走後門」，與中國大陸語境中的負面含義完全不同，應避免誤解。
坊間更是流傳諸多關於他影響新加坡風水與國運的傳說，是新加坡建国总理李光耀的國師。據說，在1997年亞洲金融風暴期間，時任新加坡总理李光耀曾向宏船法師求教，法師指出新建的地鐵線破壞了新加坡的風水龍脈，導致經濟下滑，並建議全體國民配戴仿八卦圖案的一元硬幣以作化解。

### 推動新中佛教交流
晚年期間，宏船法師自1982年至1990年間共八次訪問中國。這些朝聖之旅包括參訪佛教聖地與主持法會，他亦與中國佛教界及領導人會晤，以發願募資并協助修復泉州承天寺。宏船法師与藏传佛教的班禅大师和中华人民共和国原副国级领导人、中国佛教领袖赵朴初都有交谊。
1988年，81岁的宏船法師在回到故乡霞福村为其外祖母创建的庆莲寺重修落成及新塑佛像点眼开光时，曾作诗：
千里來此仰高山，山秀地靈顯佛光。

慶已慶人皆賢妙，福德因緣遍十方。

如來諸佛登寶座，巍巍法相真莊嚴。

從茲毫光澈天照，無量道化布大千。

## 後事

### 圓寂
宏船法師於1990年12月25日圓寂，举殡大礼时前来瞻仰礼拜者近20万。宏船法師留下共480多颗舍利子，属新马佛教界罕见的现象，被当地佛教界认定修行极高。

### 紀念
光明山普覺禪寺建有紀念舍利塔及紀念堂以資追思。
2006年10月24日宏船法師誕辰一百週年紀念日之際，其出生地福建省晉江市池店鎮霞福村舉行了宏船法師銅像開光及紀念館開館儀式，宏船法師故居也仍保存完整。